# Eishockey-Bundesliga (Österreich) 1995/96
Die Österreichische Eishockeyliga 1995/96 wurde mit insgesamt acht Vereinen ausgetragen. Meister wurde zum dritten Mal in Serie und zum siebenten Mal in der Vereinsgeschichte Titelverteidiger VEU Feldkirch, der sich im Finale gegen den EC KAC durchsetzte.

## Teilnehmer und Modus
Das Teilnehmerfeld war im Vergleich zur Vorsaison um zwei Mannschaften auf acht Teams geschrumpft: der EC Ehrwald war aus finanziellen Gründen in die Tiroler Landesliga abgestiegen, während der EK Zell am See in der Relegation gegen den EV Zeltweg gescheitert war. Der letztjährige Oberliga-Meister DSG Rotschitzen war nicht in die Bundesliga aufgestiegen und hatte sich aus den staatlichen Ligen zurückgezogen.
Nachdem die Alpenliga im Jahr zuvor zugunsten eines europäischen Ligacups pausiert hatte, wurde sie diesmal wieder vor den staatlichen Meisterschaften Österreichs, Sloweniens und Italiens ausgetragen (siehe Alpenliga 1995/96). Dort hatte sich die VEU Feldkirch gegen siebzehn andere Teilnehmer durchgesetzt. Mit dem folgenden österreichischen Meistertitel schaffte die VEU auch erstmals den Gewinn beider Meisterschaften in einer Saison und begründete damit eine bis ins Jahr 1999 andauernde Dominanz im österreichischen Eishockey. Der CE Wien qualifizierte sich für die Austragung 1996/97 der European Hockey League.
Im Grunddurchgang spielten die Vereine jeweils vier Mal gegeneinander, was insgesamt 28 Spiele pro Mannschaft ergab. Das Viertelfinale wurde mit Hin- und Rückspiel ausgetragen, wobei zunächst Siege und anschließend das Torverhältnis zählten. Halbfinale und Finale wurden im Best-of-Five-Modus ausgetragen.

## Grunddurchgang (28 Runden)
| Platz | Team          | Spiele | W  | T | L  | Tordifferenz | Punkte |
| ----- | ------------- | ------ | -- | - | -- | ------------ | ------ |
| 1     | VEU Feldkirch | 28     | 23 | 3 | 2  | 170:63       | 49     |
| 2     | EC KAC        | 28     | 17 | 5 | 6  | 137:78       | 39     |
| 3     | EC VSV        | 28     | 15 | 8 | 5  | 149:82       | 38     |
| 4     | CE Wien       | 28     | 12 | 8 | 8  | 130:97       | 32     |
| 5     | EHC Lustenau  | 28     | 11 | 2 | 15 | 106:116      | 24     |
| 6     | SV Kapfenberg | 28     | 7  | 6 | 15 | 80:124       | 20     |
| 7     | EC Graz       | 28     | 4  | 5 | 19 | 67:162       | 13     |
| 8     | EV Zeltweg    | 28     | 3  | 3 | 22 | 75:192       | 9      |

### Statistik
Bester Scorer des Grunddurchgangs wurde Simon Wheeldon von der VEU Feldkirch mit insgesamt 66 Punkten gefolgt von Ray Podloski (Lustenau) mit 56 und Mark Pederson (VSV) mit 51 Punkten. Strafbankkönig wurde Igor Boriskow vom CE Wien, der in 26 Spielen 96 Strafminuten sammelte. Bester Torhüter wurde Reinhard Divis (VEU Feldkirch), der in 28 Einsätzen und 1660 Spielminuten nur 63 Gegentreffer hinnehmen musste und mit einem Gegentorschnitt von 2,28 die Torhüterstatistik anführte.

## Playoffs

### Viertelfinale
| Serie                              | Spiel 1 | Spiel 2 |
| ---------------------------------- | ------- | ------- |
| VEU Feldkirch (1) – EV Zeltweg (8) | 10:2    | 9:1     |
| EC KAC (2) – EC Graz (7)           | 12:3    | 8:0     |
| EC VSV (3) – SV Kapfenberg (6)     | 7:3     | 9:3     |
| CE Wien (4) – EHC Lustenau (5)     | 4:2     | 7:2     |

### Halbfinale
| Serie                           | Endstand | Spiel 1 | Spiel 2 | Spiel 3 | Spiel 4 | Spiel 5 |
| ------------------------------- | -------- | ------- | ------- | ------- | ------- | ------- |
| VEU Feldkirch (1) – CE Wien (4) | 3:0      | 9:3     | 6:3     | 7:3     |         |         |
| EC KAC (2) – EC VSV (3)         | 3:1      | 5:4     | 0:3     | 2:1     | 6:3     |         |

### Finale
| Serie                          | Endstand | Spiel 1 | Spiel 2 | Spiel 3 | Spiel 4 | Spiel 5 |
| ------------------------------ | -------- | ------- | ------- | ------- | ------- | ------- |
| VEU Feldkirch (1) – EC KAC (2) | 3:1      | 2:1     | 4:7     | 3:2     | 5:0     |         |

Mit dem 3:1-Sieg in der Finalserie verteidigte die VEU Feldkirch erfolgreich den Titel und erzielte die siebente Meisterschaft (die dritte in Folge) in ihrer Vereinsgeschichte.

## Meisterschaftsendstand
| Platz | Team          |
| ----- | ------------- |
| 1.    | VEU Feldkirch |
| 2.    | EC KAC        |
| 3.    | EC VSV        |
| 4.    | CE Wien       |
| 5.    | EHC Lustenau  |
| 6.    | SV Kapfenberg |
| 7.    | EC Graz       |
| 8.    | EV Zeltweg    |

## Kader des österreichischen Meisters
| Österreichischer Meister VEU Feldkirch | Torhüter: Reinhard Divis, Arnulf Zimmermann Verteidiger: Konrad Dorn, Karl Heinzle, Michael Lampert, Dominic Lavoie, Tom Searle, Wolfgang Strauss Angreifer: Franz Fussi, Fritz Ganster, Christoph Gesson, Bengt-Åke Gustafsson, Siegfried Haberl, Normand Krumpschmid, Rick Nasheim, Gerhard Puschnik, Thomas Rundqvist, Bernd Schmidle, Thomas Sticha, Simon Wheeldon |

## Statistiken
| 1  | Simon Wheeldon       | VEU           | 37 | 35 | 50 | 85 | 32 |
| 2  | Jason Lafrenière     | VSV           | 44 | 40 | 36 | 76 | 48 |
| 3  | Bengt-Åke Gustafsson | VEU Feldkirch | 36 | 20 | 46 | 66 | 14 |
| 4  | Ken Strong           | VSV           | 43 | 35 | 30 | 65 | 99 |
| 5  | Ray Podloski         | Lustenau      | 33 | 25 | 38 | 63 | 20 |
| 6  | Dieter Kalt          | KAC           | 38 | 34 | 28 | 62 | 14 |
| 7  | Mark Pederson        | VSV           | 34 | 28 | 32 | 60 | 52 |
| 8  | Gerhard Puschnik     | VEU           | 37 | 28 | 29 | 57 | 48 |
| 9  | Gerald Ressmann      | VSV           | 34 | 18 | 37 | 55 | 38 |
| 10 | Yves Héroux          | Lustenau      | 33 | 23 | 31 | 54 | 62 |